# عدد اکرت
عدد اکرت (به انگلیسی: Eckert number) یک عدد بدون بعد می‌باشد که نشان دهندهٔ نسبت انرژی جنبشی سیال به اختلاف آنتالپی در لایه مرزی گرمایی است. این عدد که با نماد Ec نشان داده می‌شود برای تعیین تلفات در انتقال حرارت بکار می رود و به افتخار دانشمند آمریکایی ارنست اکرت (به انگلیسی: Ernst R. G. Eckert) نامگذاری شده‌است.

## رابطه
{\displaystyle {\mathit {Ec}}={\frac {V^{2}}{c_{p}\Delta T}}={\frac {\mbox{Kinetic Energy}}{\mbox{Enthalpy}}}}
که در این رابطه:
- {\displaystyle V} سرعت برداری سیال
- {\displaystyle c_{p}} ظرفیت گرمایی در فشار ثابت.
- {\displaystyle \Delta T} اختلاف دمای مشخصه جریان.